# Mikuni Shimokawa
Mikuni Shimokawa (下川みくに, Shimokawa Mikuni) (19 de Março de 1980) é uma cantora e compositora de J-pop. Ela é bem conhecida por suas músicas usadas como tema de diversos desenhos animados japoneses, como os da série Full Metal Panic!.[carece de fontes?] Ela também toca piano.

## Discografia

### Álbuns
1. 39 · (1 de março de 2000)[2]
2. 392～mikuni shimokawa BEST SELECTION～ · (19 de setembro de 2002)[2]
3. (Review～下川みくに 青春アニソンカバーアルバム～) · (17 de dezembro de 2003)[2]
4. Kimi No Uta (キミノウタ) ("Songs For You") · (24 de novembro de 2004)[2]
5. Mikuni Shimokawa Singles & Movies · (18 de agosto de 2005)[2]
6. Remember: Seishun Anime Song House Album (～青春アニソンハウスアルバム～) · (15 de março de 2006)[2]
7. (さよならも言えなかった夏) · (4 de julho de 2007)[2]
8. (Reprise～下川みくにアニソンベスト～) · (10 de dezembro de 2007)[2]
9. (9-Que!!- 下川みくにセルフカバーアルバム) · (19 de março de 2008)[2]
10. Heavenly - 10th Anniversary Album · (18 de março de 2009)
11. (翼 ~Very Best of Mikuni Shimokawa~) · (5 de agosto de 2009)
12. (Replay ~下川みくに青春アニソンカバーIII~) (21 de julho de 2010)

### Singles
1. (BELIEVER～旅立ちの歌～ / アドレナリン) (1999)
2. (If〜もしも願いが叶うなら〜) (1999)
3. 2000EXPRESS (1999)
4. surrender (2000)
5. Naked (2000)
6. Alone (Segundo Tema de Encerramento de Gensomaden Saiyuki) (2000)
7. tomorrow (枯れない花) (Tema de Abertura e Encerramento de Full Metal Panic!) (2002)
8. TRUE (たった、ひとつの)Karenai Hana (Tema de Abertura e Encerramento de Dragon Drive) (2002)
9. all the way (Tema de Abertura de Kino's Journey) (2003)
10. Sore ga Ai Deshou? (それが、愛でしょう)／Kimi ni Fuku Kaze (君に吹く風) (Tema de Abertura e Encerramento de Full Metal Panic? Fumoffu) (2003)
11. (悲しみに負けないで／KOHAKU) (Primeiro Tema de Abertura e Encerramento de Grenadier - The Senshi of Smiles ) (2004)
12. Minami Kaze (南風) / Mou Ichido Kimi ni Aitai (もう一度君に会いたい) (Tema de Abertura de Full Metal Panic!: The Second Raid) (2005)
13. Bird (Segundo Tema de filme de Kino's Journey) (2007)
14. I~Janai!? (イ~じゃナイ!?) (Primeiro Tema de Abertura e Encerramento de Blue Dragon) (2008)
15. Tsubomi (蕾) (Segundo Tema de Abertura e Encerramento de Blue Dragon) (2009)
16. Kimi ga Iru Kara (君がいるから) (Quarto Tema de Abertura e Encerramento de Fairy Tail) (2010)